# Châteauroux
Châteauroux [šatorú] je mesto in občina v osrednji francoski regiji Center, prefektura departmaja Indre.

## Geografija
Mesto leži v osrednji francoski pokrajini Berry ob reki Indre; za Bourgesom je njeno drugo največje mesto. Severno od njega se nahaja letališče Marcel Dassault.

## Uprava
Châteauroux je sedež štirih kantonov:
- Kanton Châteauroux-Center (del občine Châteauroux: 17.351 prebivalcev),
- Kanton Châteauroux-Jug (del občine Châteauroux: 12.334 prebivalcev),
- Kanton Châteauroux-Vzhod (del občine Châteauroux, občini Déols, Montierchaume: 16.869 prebivalcev),
- Kanton Châteauroux-Zahod (del občine Châteauroux, občine Niherne, Saint-Maur, Villers-les-Ormes: 15.173 prebivalcev).

Mesto je prav tako sedež okrožja, v katerega so poleg njegovih vključeni še kantoni Ardentes, Argenton-sur-Creuse, Buzançais, Châtillon-sur-Indre, Écueillé, Levroux in Valençay s 130.115 prebivalci.

## Zgodovina
Châteauroux je nastal v letu 1112 kot Château Raoul (Castellum Radulphi) in prevzel vodilno vlogo od sosednjega  galo-rimskega Déolsa.
Med stoletno vojno je grad leta 1356 zavzel Črni princ, sin angleškega kralja Edvarda III., kraj pa požgal. Pred koncem vojne (1447) je bil Châteauroux s privoljenjem francoskega kralja utrjen, v letu 1498 pa postal grofija. Obdobje sporov pri dedovanju grofije po smrti prvega grofa de Chauvignyja se ni prenehalo vse do leta 1612, ko ga je odkupil Condéjski princ Henrik II. Burbonski. Leta 1627 je grofija pridobila naziv vojvodstva - perstva, ki ga je kasneje (1737) potrdil francoski kralj Ludvik XV. Francoski.
Med francosko revolucijo postane Châteauroux, v katerem ta čas prebiva 8.000 ljudi, sedež novoustanovljenega departmaja. V letu 1847 mesto pridobi železnico, z njo pa tudi nov zagon in razvoj industrije.

## Zanimivosti
- cerkev sv. Marcijala iz 12. stoletja,
- župnijsko središče sv. Jakoba, romarska postaja na poti v Santiago de Compostelo (Via Lemovicensis),
- cerkve sv. Andreja, Notre-Dame, sv. Jožefa, sv. Tereze, sv. Janeza,
- grad Château-Raoul iz 15. stoletja,
- muzej umetnosti in ljudske tradicije,
- muzej Bertrand, zbirke iz časa Napoleona, zbirka flamskih slikarjev 17. stoletja, kiparska zbirka.

## Osebnosti
- Henri Gatien Bertrand (1773-1844), general Prvega cesarstva, Napoleonov sojetnik na otoku Sv. Heleni
- Gérard Depardieu, francoski filmski igralec

## Pobratena mesta
- Bittou (Burkina Faso),
- Gütersloh (Severno Porenje - Vestfalija, Nemčija),
- Olsztyn (Varminsko-Mazursko vojvodstvo, Poljska).